# Mary Watson (Volksheldin)

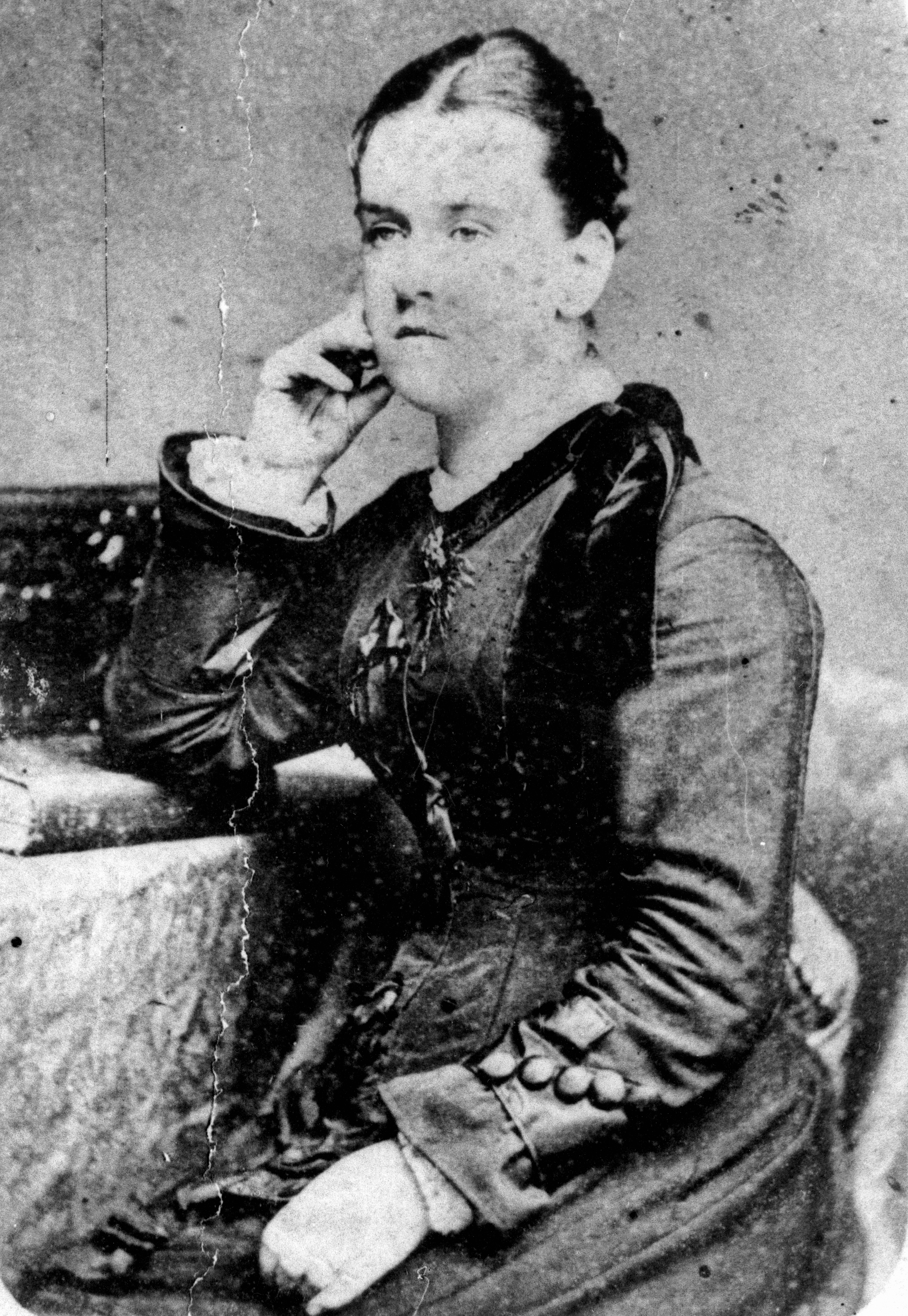
Porträt von Mary Beatrice Watson

Mary Watson (* 17. Januar 1860 in Truro (Cornwall); † wahrscheinlich 11. oder 12. Oktober 1881 vor Howick Island, Queensland) verdurstete im Alter von 21 Jahren nach einem Angriff von Ureinwohnern; sie wird in Australien als Volksheldin verehrt. Watson war zusammen mit ihrem Baby und einem verwundeten chinesischen Diener in einer Blechwanne aufs Meer geflohen. Bei ihren sterblichen Überresten, die Monate später vor Howick Island gefunden wurden, befand sich auch ihr Tagebuch, in dem sie die Flucht bis zu ihrem Tod beschrieben hatte.

## Biografie
Mary Watson wurde 1860 in Truro (Cornwall) als Mary Beatrice Phillips geboren. 1877 wanderte sie mit ihrer Familie nach Queensland aus. Mit 18 Jahren zog sie von Maryborough nach Cooktown, um dort als Gouvernante zu arbeiten. 1880 heiratete sie den Seegurkenfischer Robert F. Watson.
Robert Watson nahm seine Frau mit auf die damals unbewohnte Insel Lizard Island, die er als Fischereistation nutzte. Während Robert Watson mit seinem Partner Percy Fuller 1881 für längere Zeit zum Fischen unterwegs waren, blieben Mary und ihr erst kurz vorher geborener Sohn Thomas Ferrier mit den chinesischen Dienern Ah Sam und Ah Leung auf Lizard Island zurück.
Eine Gruppe australischer Ureinwohner vom Festland kam im September 1881 mit Kanus auf die Insel, wo sie möglicherweise von Zeit zu Zeit rituelle Zeremonien durchführten. Es wird vermutet, dass der Ort von den Ureinwohnern als tabu für Frauen und Kinder betrachtet wurde. Jedenfalls griffen die Ureinwohner die Siedler an. Ah Leung wurde getötet, Ah Sam mit Speeren verletzt. Mary schlug die Angreifer mit Gewehrschüssen zurück und ergriff am 3. Oktober zusammen mit ihrem Baby und dem verletzten Ah Sam in einer Seegurkenwanne, einem aufgeschnittenen Wassertank, die Flucht aufs Meer. Eine Woche trieben sie mit nur wenig Trinkwasser umher. Auf den Inseln, die sie anliefen, war kein Trinkwasser zu finden. Mary Watson beschrieb ihre Flucht in ihrem Tagebuch; der letzte Eintrag lautete: „Kein Wasser. Am Verdursten.“ (No water. Near dead with thirst.).
Als vorbeifahrende Fischer von der zerstörten Hütte der Watsons und Feuern auf Lizard Island berichteten, nahm man an, Mary Watson sei entführt oder getötet worden. Polizeikräfte aus Crooktown erschossen in einer Vergeltungsaktion etliche Ureinwohner.
Die sterblichen Überreste von Mary Watson und ihrem Baby wurden Monate später in den Mangroven der heute als Howick Island bekannten Insel gefunden, immer noch in der Seegurkenwanne; Ah Sam lag tot auf dem nahen Strand. Sie wurden in Cooktown unter großer Anteilnahme beigesetzt.

## Nachwirkung

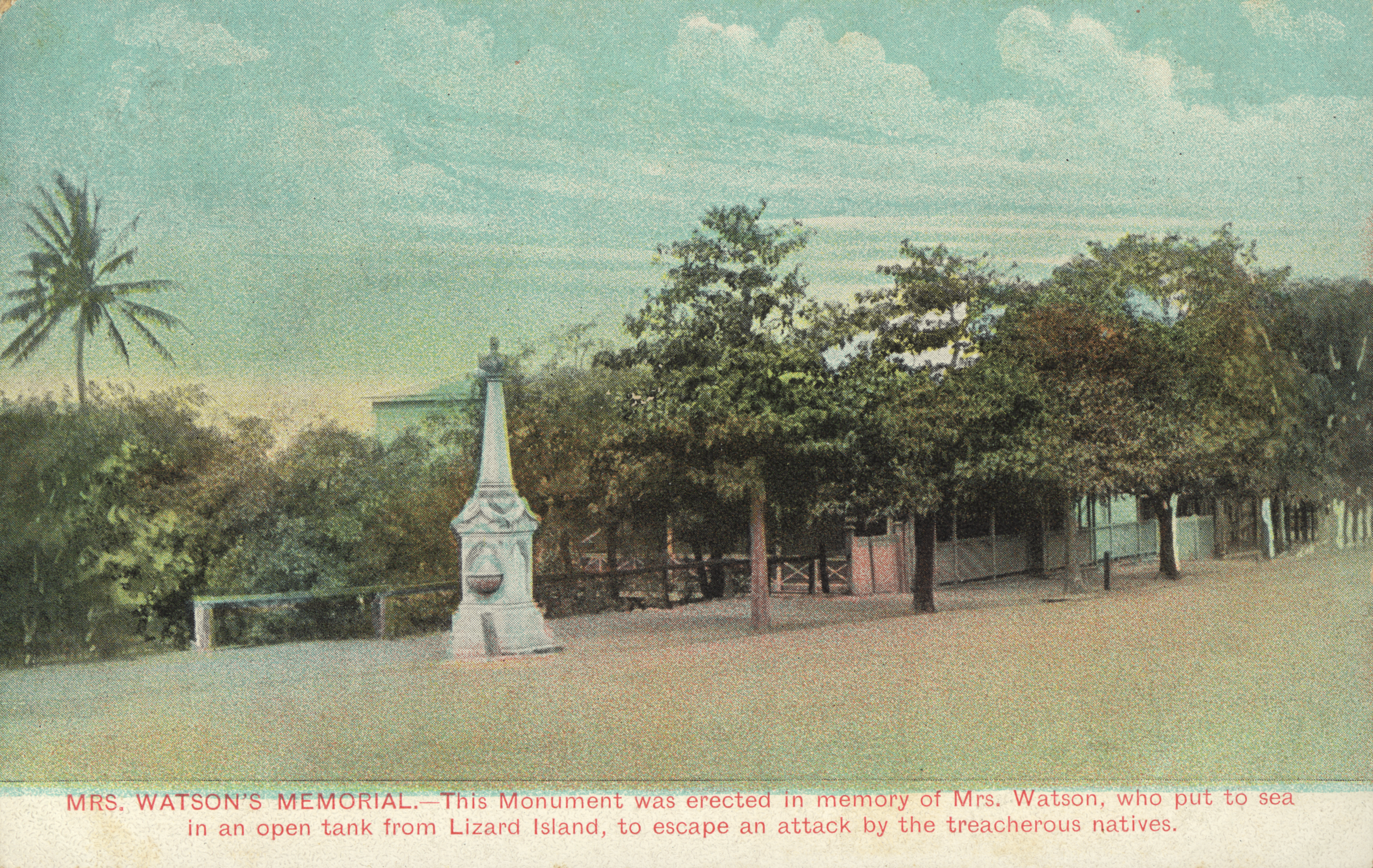
Mary Watsons Memorial in Cooktown, circa 1906

Über die tragische Geschichte von Mary Watson wurde in zahlreichen Zeitungen berichtet. Fünf Jahre nach ihrem Tod wurde Geld für ein Denkmal in Cooktown gesammelt, das 1886 fertiggestellt wurde.
Eine dramatische Version der Geschichte wurde von dem australischen Schriftsteller Ion Idriess in dem Kinderbuch The Opium Smugglers (1948) erzählt. Der australische Autor Robert Drewe erwähnt die Geschichte in seinem Roman The Savage Crows (1976). Der australische Maler Alan Oldfield begann 1986 eine Serie von Bildern mit dem Titel The Story of Mrs Watson, 1881, heute in der Sammlung der Cairns Art Gallery, North Queensland. Arthur C. Clarke erzählt die Geschichte von Mary Watson in seinem Roman Die Delfininsel (1963).
Mary Watsons Seegurkenwanne, Paddel und Bibel sind im Besitz des Queensland Museums. Eine Kopie der Seegurkenwanne ist im James Cook Historical Museum in Cooktown zu sehen. Mary Watsons Tagebücher gehören zum Bestand der John Oxley Library in der State Library of Queensland, Brisbane.